# Can Fonolleda (Massanes)
Can Fonolleda és una masia de Massanes (Selva) inclosa a l'Inventari del Patrimoni Arquitectònic de Catalunya.

## Descripció
Masia aïllada, situada al barri de Cambrerol als afores del nucli urbà de Massanes, molt a prop de la futura via del TGV, a la urbanització de Sant Roc.
L'edifici principal i original consta de planta baixa i pis, està cobert per una teulada a doble vessant amb el ràfec simple. A la part posterior, hi ha un nou cos d'habitació que va ser alçat el segle xix, quan l'habitatge va sofrir una reforma en aquest sector.
A la façana de l'edifici principal trobem, la porta d'entrada en arc rebaixat format per dovelles, i carreus als brancals. Flanquejant aquesta porta hi ha dues fientres en arc pla protegides per reixes de ferro forjat. Al pis, destaca l'obertura central, en arc conopial amb arquets, i els brancals i l'ampit de pedra. A la dreta una finestra en arc pla. A l'esquerra una finestra en arc deprimit còncau. Totes les finestres del pis estan protegides per una reixa de ferro forjat.
En el sector ampliat el segle xix, també trobem una porta d'entrada, en arc rebaixat format per maons disposats en sardienll, que es troba flanquejada per dues finestres coronades per un semi-con i protegides per una reixa de ferro forjat. Al pis, sobre la porta d'entrada, una finestra en arc pla. Al costat esquerre, hi ha una porta en arc pla, que dona accés a una terrassa. Al costat de la porta, una finestra en arc pla protegida per una reixa.
També es conserva l'edifici que hauria estat utilitzat com a pallissa.

## Història
Pels elements conservats es dedueix la seva datació al segle xvi. El 1872 Esteve Casas restaurà la masia, ampliant-la per la part posterior, afegint un nou cos.